# Contea di Guanyun
La contea di Guanyun (灌云县S, Guànyún XiànP) è una contea della Cina, situata nella provincia di Jiangsu e amministrata dalla prefettura di Lianyungang.